# Patientföreningen Benjamin
Föreningen Benjamin, senare Transsexuella i Sverige var Sveriges första organisation för transsexuella. Föreningen Benjamin var en ideell patientförening för personer som hade för avsikt att genomgå eller redan genomgått en könskorrigering. Den fanns mellan 1979 och 2017. Föreningens ursprungliga namn valdes för att hedra läkaren Harry Benjamin. Mellan 1980 och 1985 ingick föreningen som en del av RFSL. Bland föreningens medlemmar fanns både transsexuella och intersexuella.
Föreningens verksamhet omfattade dels stöd och jourverksamhet för medlemmar, dels politiskt arbete för att förbättra och värna om vård och juridiska frågor som rör könskorrigering. Exempelvis var Patientföreningen Benjamin en av remissinstanserna för utredningen av könstillhörighetslagen.[när?]
I oktober 2016 bytte föreningen namn till Transsexuella i Sverige.  I oktober 2017 hade föreningen lagt ned verksamheten.